# Basior

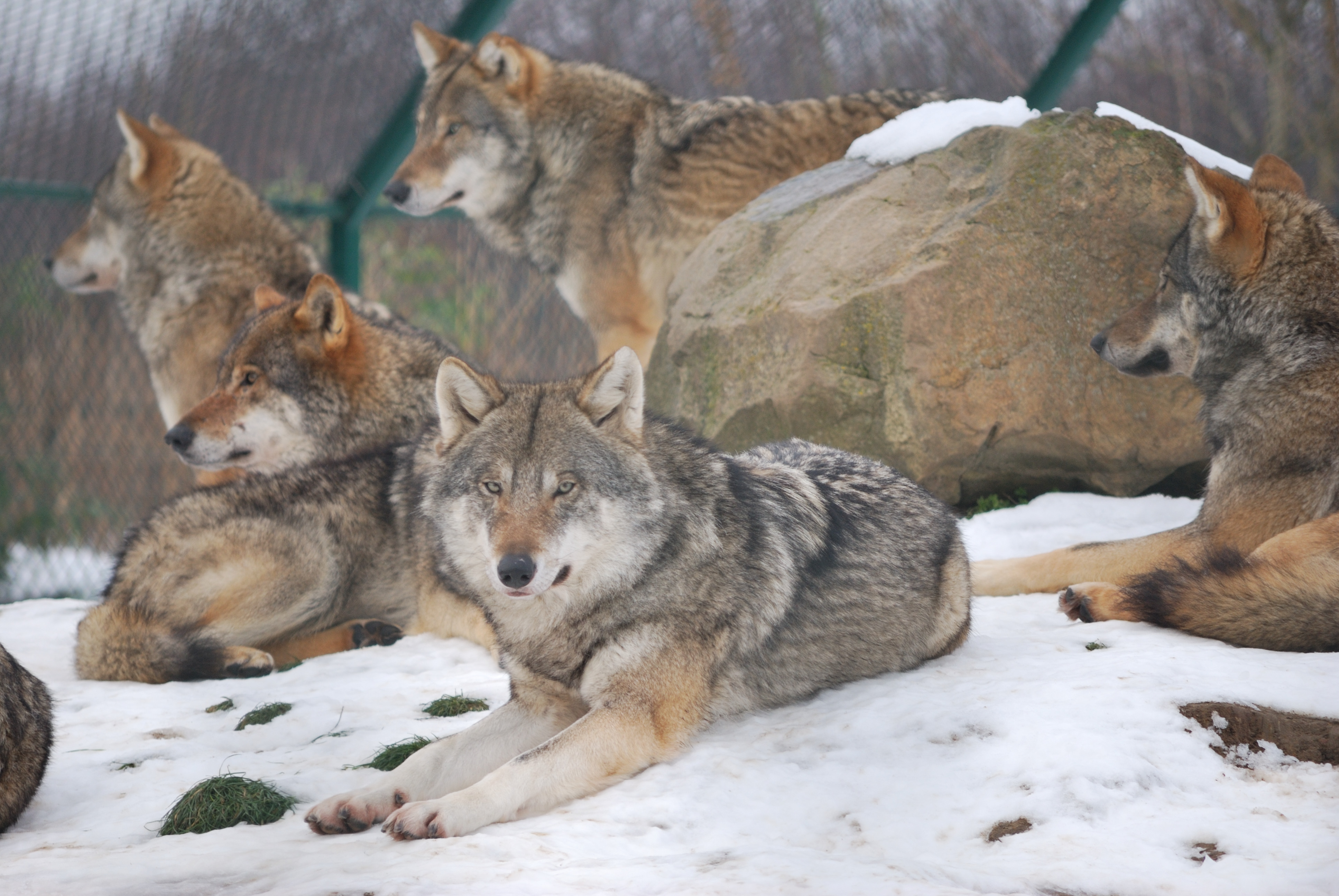
Grupa basiorów w holenderskim ogrodzie zoologicznym

Basior – samiec wilka. Określenie to jest stosowane w odniesieniu do dorosłego, zwykle starego osobnika, a zwłaszcza do dominującego w stadzie, tak zwanego samca alfa.
Basior jest większy od samicy wilka (wadery) o ok. 1/4. Wielkość i masa ciała są uzależnione od strefy klimatycznej i podgatunku. Basiory z północnej Kanady mogą ważyć 80 kg, a z Bliskiego Wschodu tylko do ok. 30 kg. Osiągają długość do 200 cm (od nosa do końca ogona), zaś sama głowa i tułów – 105–150 cm. Wysokość w kłębie wynosi 70–90 cm. Stary basior ma masywny kłąb porośnięty bujnym owłosieniem tworzącym rodzaj grzywy.